# Собор Святої Катерини (Гоа)
Собор Святої Катерини або Собор Се (Sé Catedral de Santa Catarina) — одна з найстаріших і найвідоміших культових споруд в Гоа і є найбільшим християнським собором в Азії. Собор побудований за часів португальського панування в Індії, він відомий своїм велетенським дзвоном і вишуканою архітектурою. Тепер це кафедральний собор латинського обряду католицької архієпархії Гоа і Даман, зазначений у ЮНЕСКО як пам'ятник Всесвітньої спадщини.

## Історія
Собор Се був побудовано на честь перемоги португальців на чолі Афонсу де Албукеркі над мусульманської армією, що призвело до захоплення міста Гоа у 1510 році. Оскільки день перемоги збігся зі святом Святої Катерини, собор присвятили їй.
Спочатку було побудовано глинобитний храм, але потім губернатор Хорхе Кабрал наказав перебудувати його в камені. Фактичне будівництво нинішнього собору розпочалося у 1562 році під час правління короля Себастьяна. Освячення відбулося у 1640 році.
Спочатку будівля мала дві вежі, але одна з них звалилася від удару блискавки у 1776 році і ніколи більше не відновлювалася.

## Опис
Собор відображає амбіції і міць Португалії в Індії в ті часи. Висота будівлі становить 76 м завдовжки та 55 м завширшки, фронтон піднімається на 35 м у висоту. Колони всередині храму створюють ще більш піднесене враження від і без того високих стель.
Головною визначною пам'яткою собору є велетенський дзвін відомий як «Золотий дзвін» через його незвично багатий тон. Він вважається найбільшим в Гоа і одним з найбільших у світі.
Головний вівтар присвячений Катерині Олександрійської, по обидві сторони від нього є кілька старих картин. Найбільша картина знаходиться поруч з церковним хором, де розташовано престол архієпископа Гоа. З боків знаходяться 8 каплиць — чотири ліворуч: Богоматері Чесноти, святого Себастьяна, святого Причастя і Богоматері життя, а також чотири праворуч: святого Бернарда, святого Антонія, Святого Духа і дива Хреста.
Останній каплиці приписують надзвичайну силу. Як стверджують церковні служителі, в 1919 році там з'явилося зображення Христа, після чого було виявлено розп'яття, яке повільно, але неухильно зростає.

## Відвідання
Собор Се відкрито щодня 7.30 до 18.00 години. Вхід вільний. Дістатися можна на таксі або автобусі з Панаджі.